# Macromitrium stolonigerum
Macromitrium stolonigerum är en bladmossart som beskrevs av C. Müller 1879. Macromitrium stolonigerum ingår i släktet Macromitrium och familjen Orthotrichaceae. Inga underarter finns listade i Catalogue of Life.